# 大角咀市政大廈

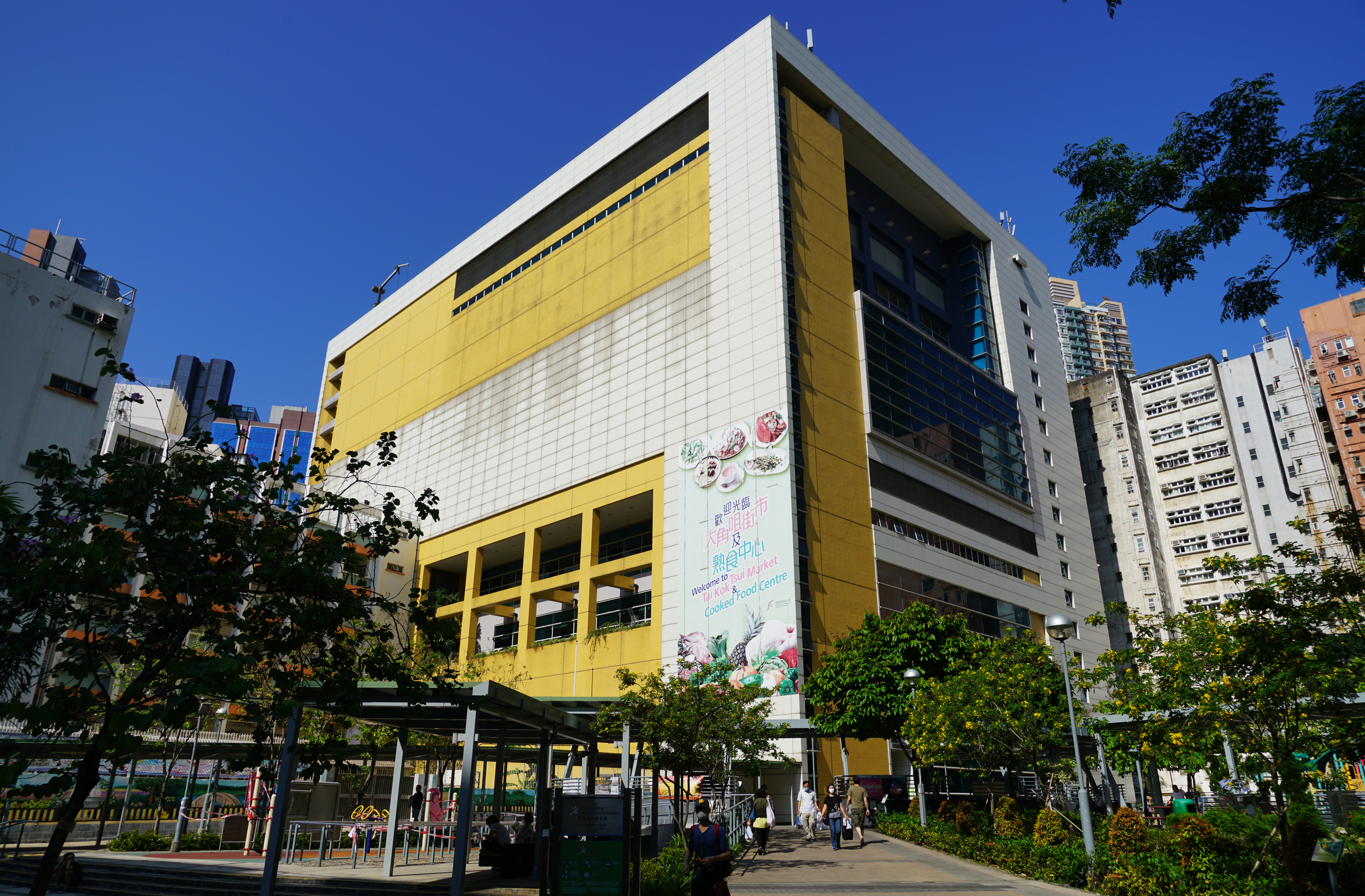
大角咀市政大廈

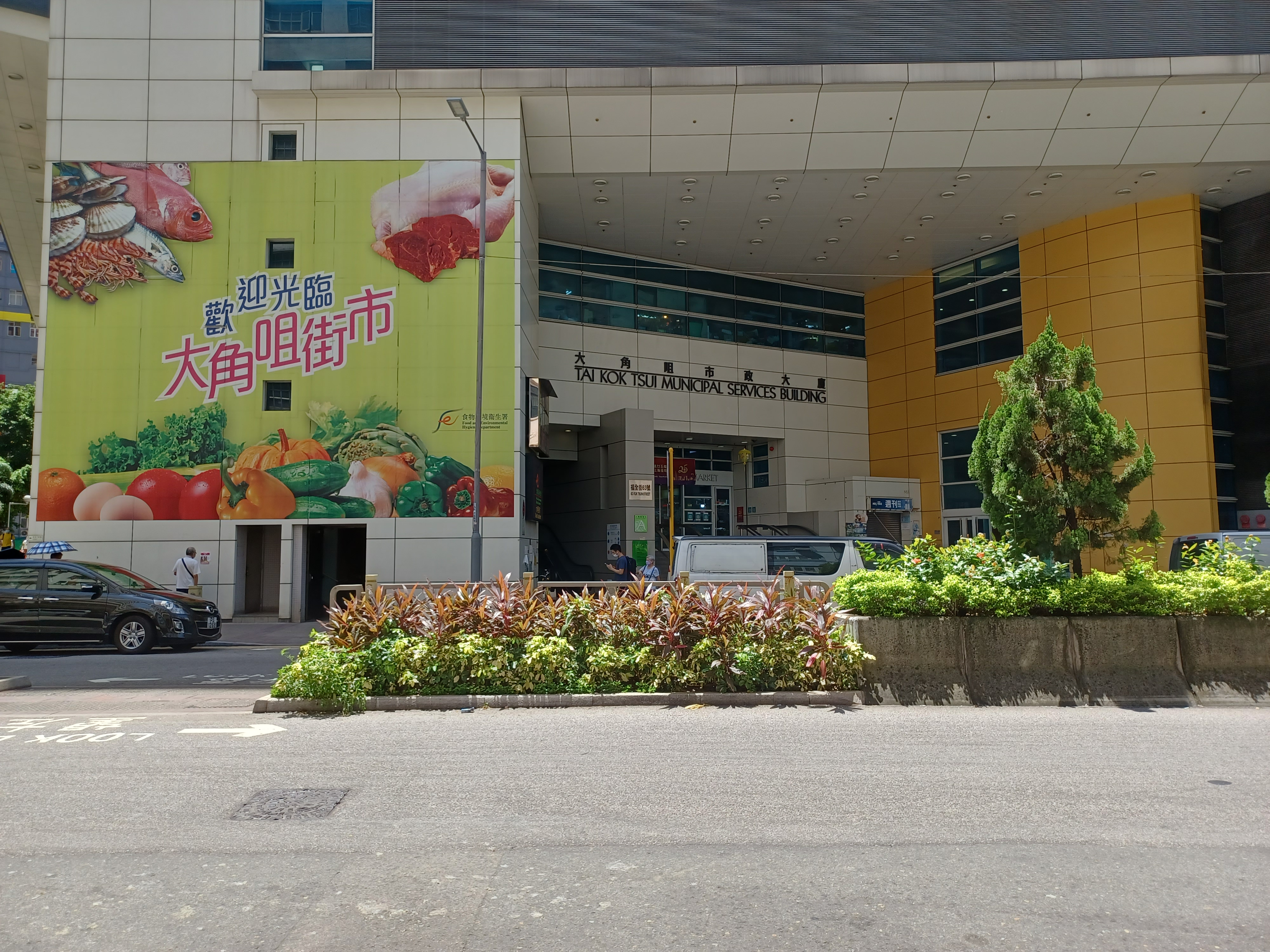
大角咀市政大廈福全街入口

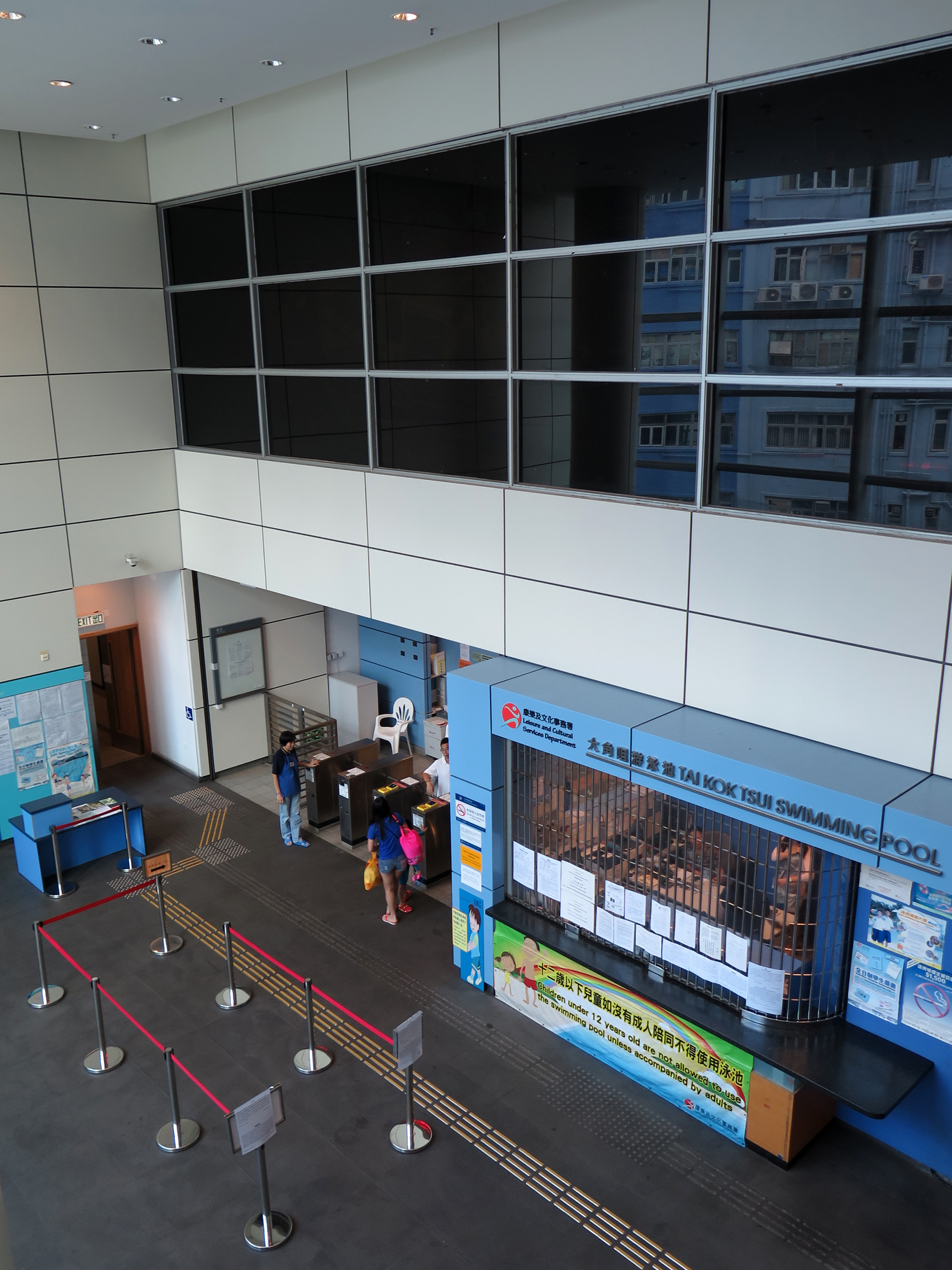
四樓大角咀游泳池入口

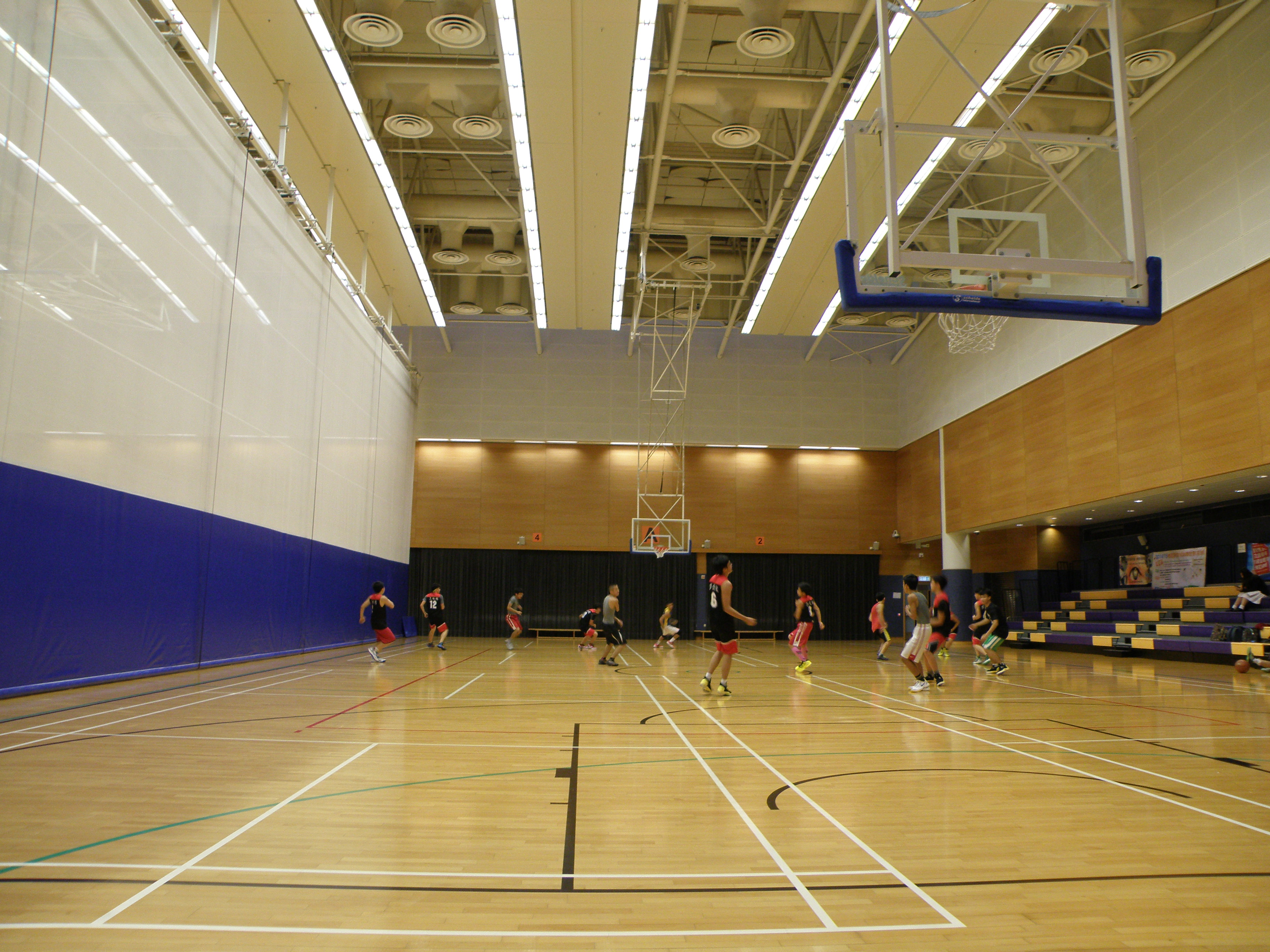
7樓大角咀體育館主場

大角咀市政大廈（英語：Tai Kok Tsui Municipal Services Building）是香港的一座多用途的市政大樓，位於九龍大角咀福全街63號，其中大角咀街市於2005年12月1日正式啟用，大角咀公共圖書館於2005年12月2日啟用，而大角咀游泳池、大角咀體育館則於2006年7月10日啟用。大角咀街市佔地3層，總面積約7,000平方米，街市位於地下和1樓，設有120多個檔位；熟食中心位於2樓，設有12個熟食檔。

## 歷史
大角咀街市源自嘉善街的街檔小販，後來因為管理和衛生問題，於1988年搬遷到位於大角咀道和埃華街交界，原本是石礦場的大角咀臨時街市。經過十多年大角咀街坊、前市政局議員和區議員努力，終於落實於大角咀福全街63號興建大角咀市政大廈。至於原來臨時街市的位置，則已改建成休憩區。

## 設施
| 樓層      | 設施                                                                                                 | 啟用日期          |
| --------- | --- | ----------------- |
| 6樓至7樓  | 體育館（大角咀體育館） - 6樓：多用途活動室、健身室和兒童遊戲室 - 7樓：室內運動場（主場）和室內攀石牆 | 2006年1月4日啟用  |
| 4樓至5樓  | 游泳池（大角咀游泳池） - 四樓：游泳池入口 - 五樓：游泳池辦公室                                       | 2006年1月4日啟用  |
| 3樓       | 大角咀公共圖書館                                                                                     | 2005年12月2日啟用 |
| 2樓       | 熟食中心                                                                                             | 2005年12月1日啟用 |
| 地下和1樓 | 街市（包括現代化“人雞分隔”式家禽檔）                                                                 | 2005年12月1日啟用 |
| 地庫      | 上落貨物車場                                                                                         | 2005年12月1日啟用 |

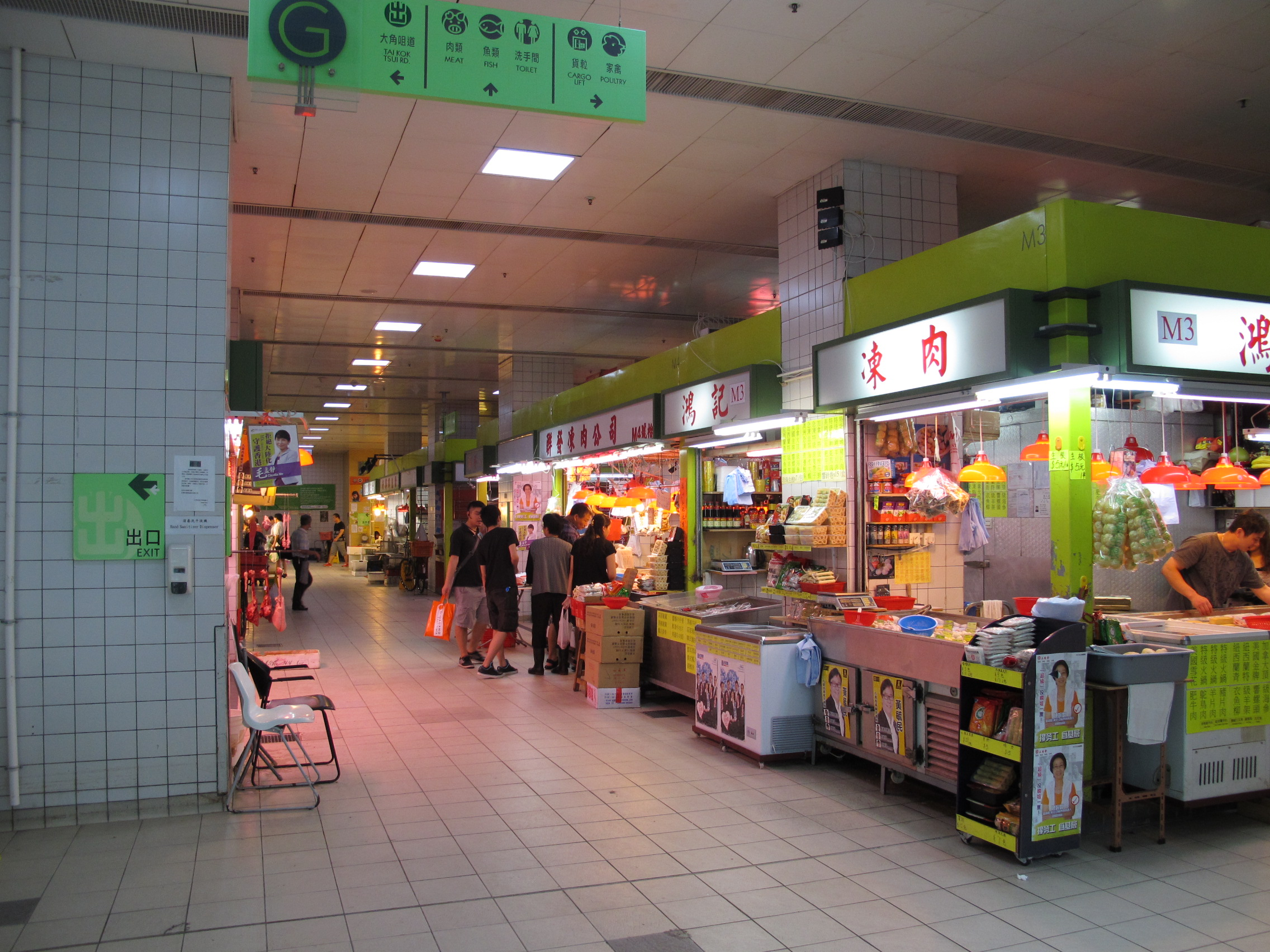
1樓街市
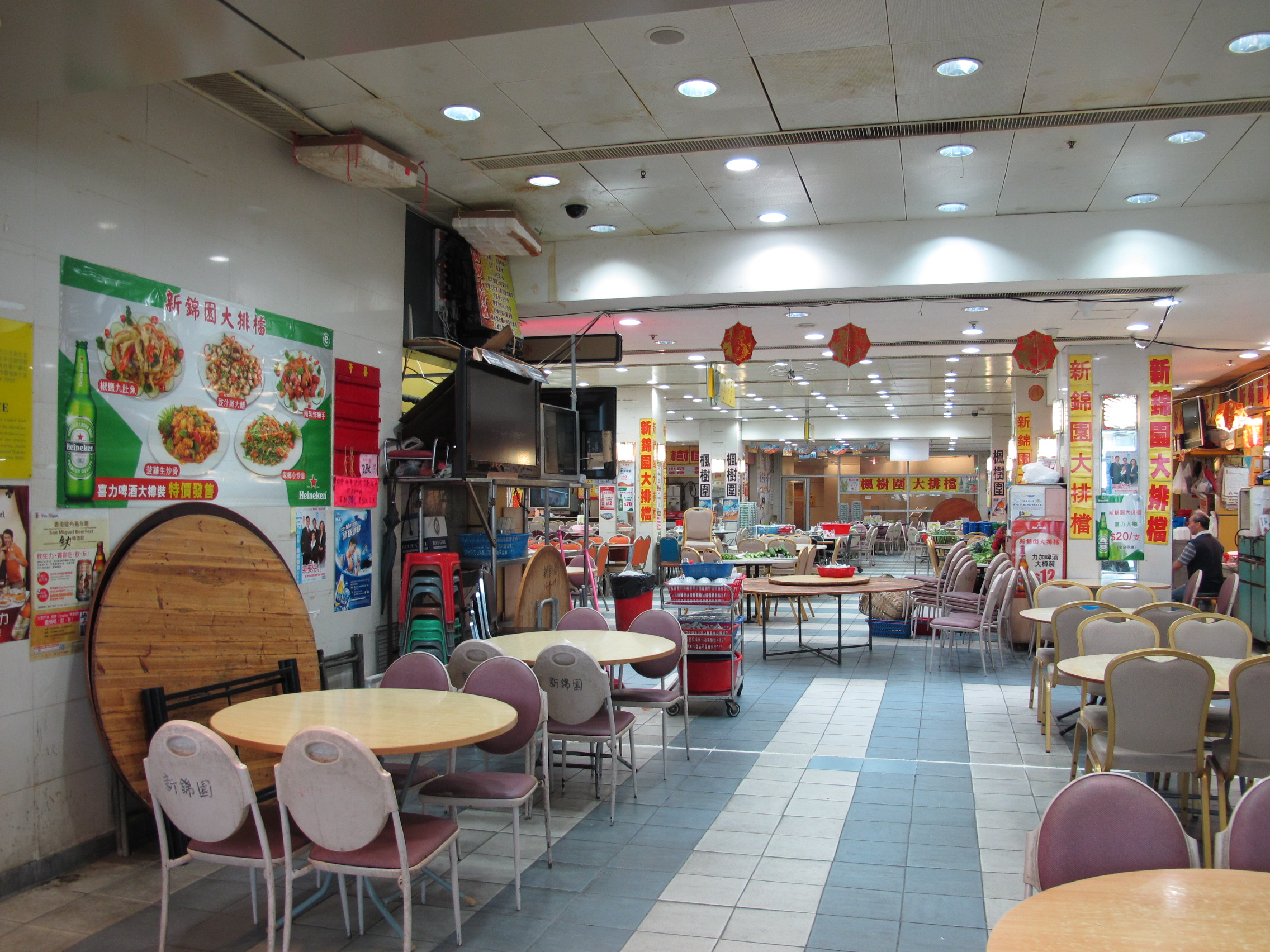
2樓熟食中心
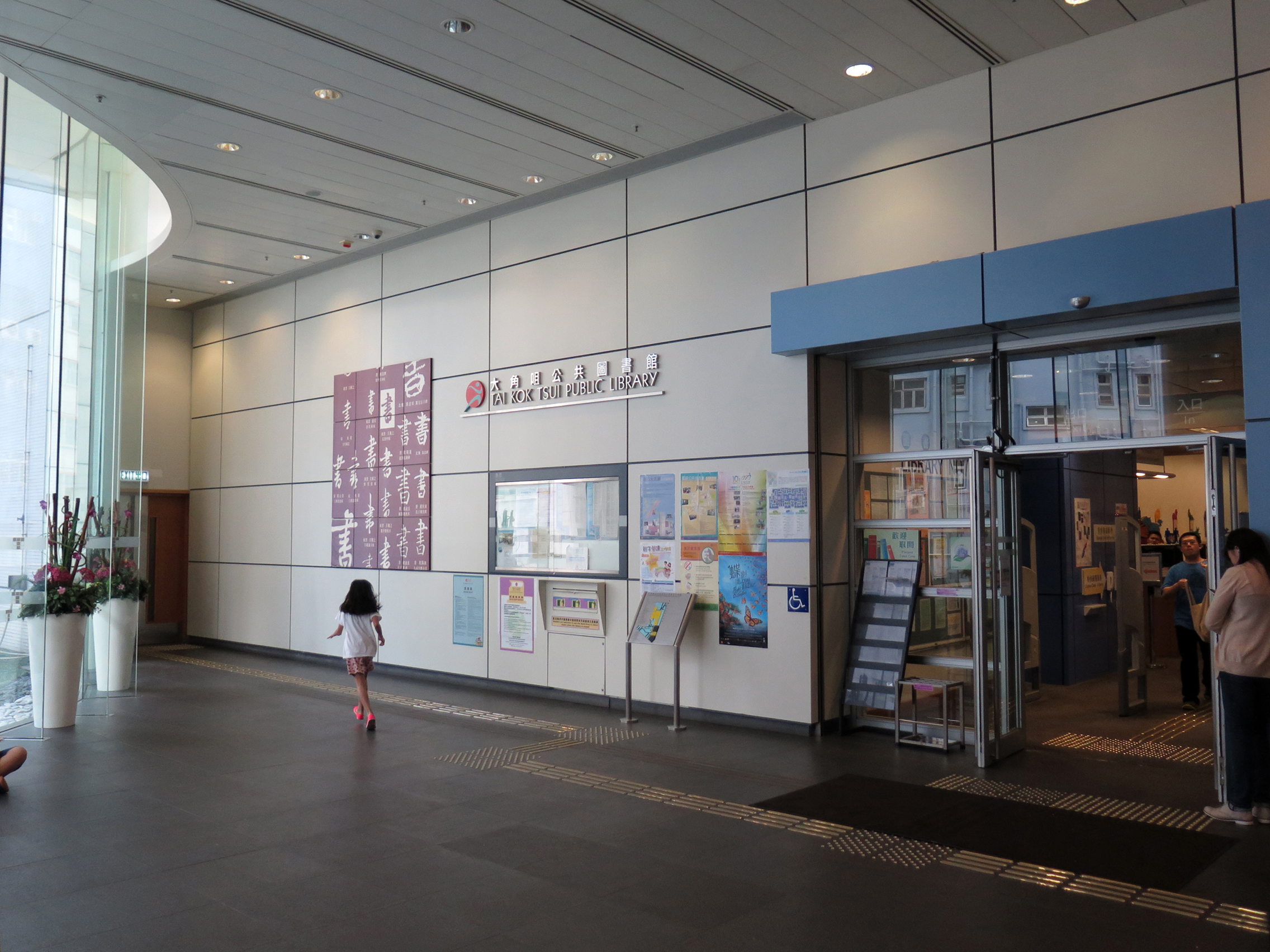
3樓大角咀公共圖書館入口
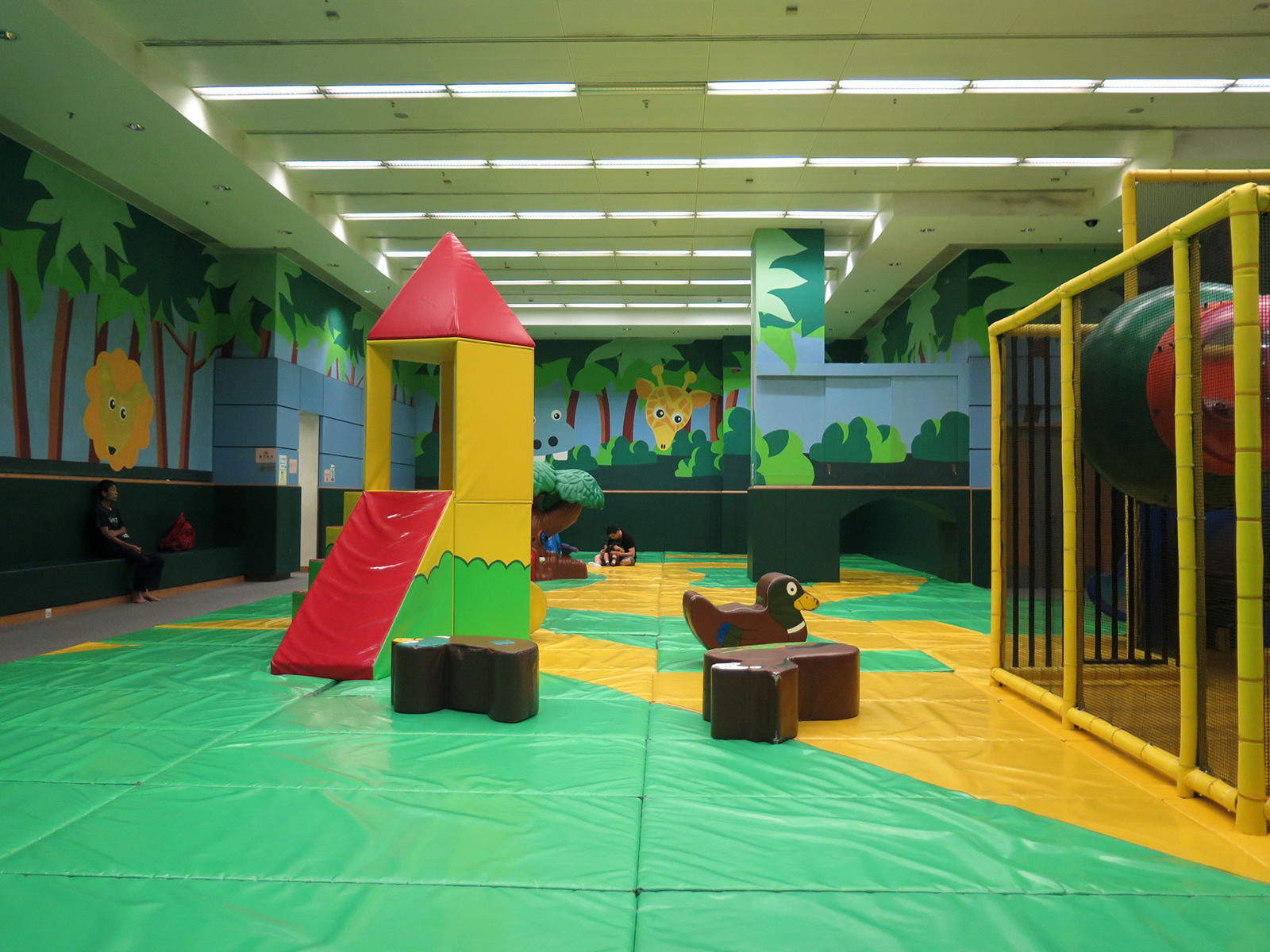
6樓兒童遊戲室

## 取代的舊設施

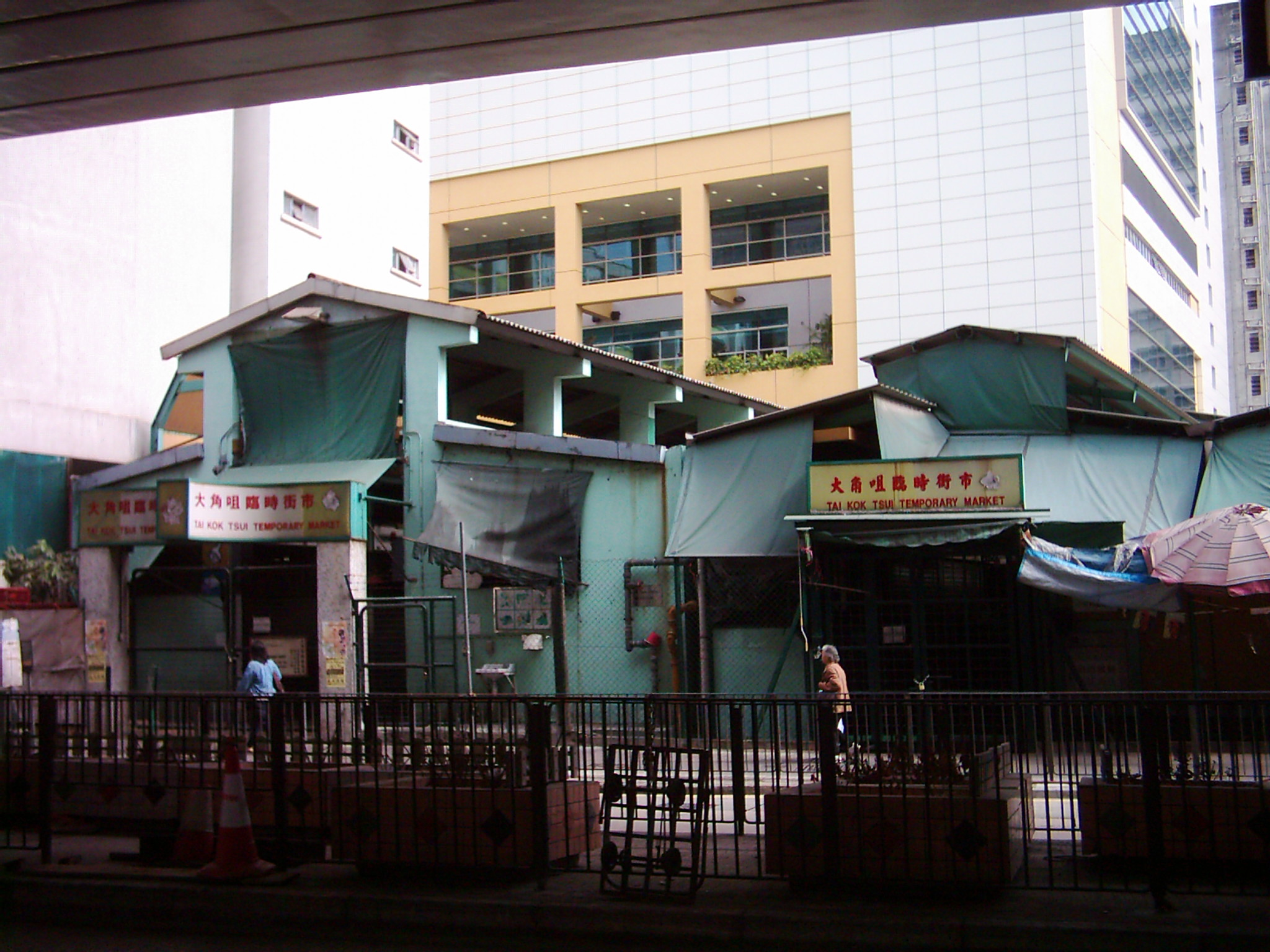
大角咀臨時街市（九龍大角咀道與埃華街交界，建於1988年）
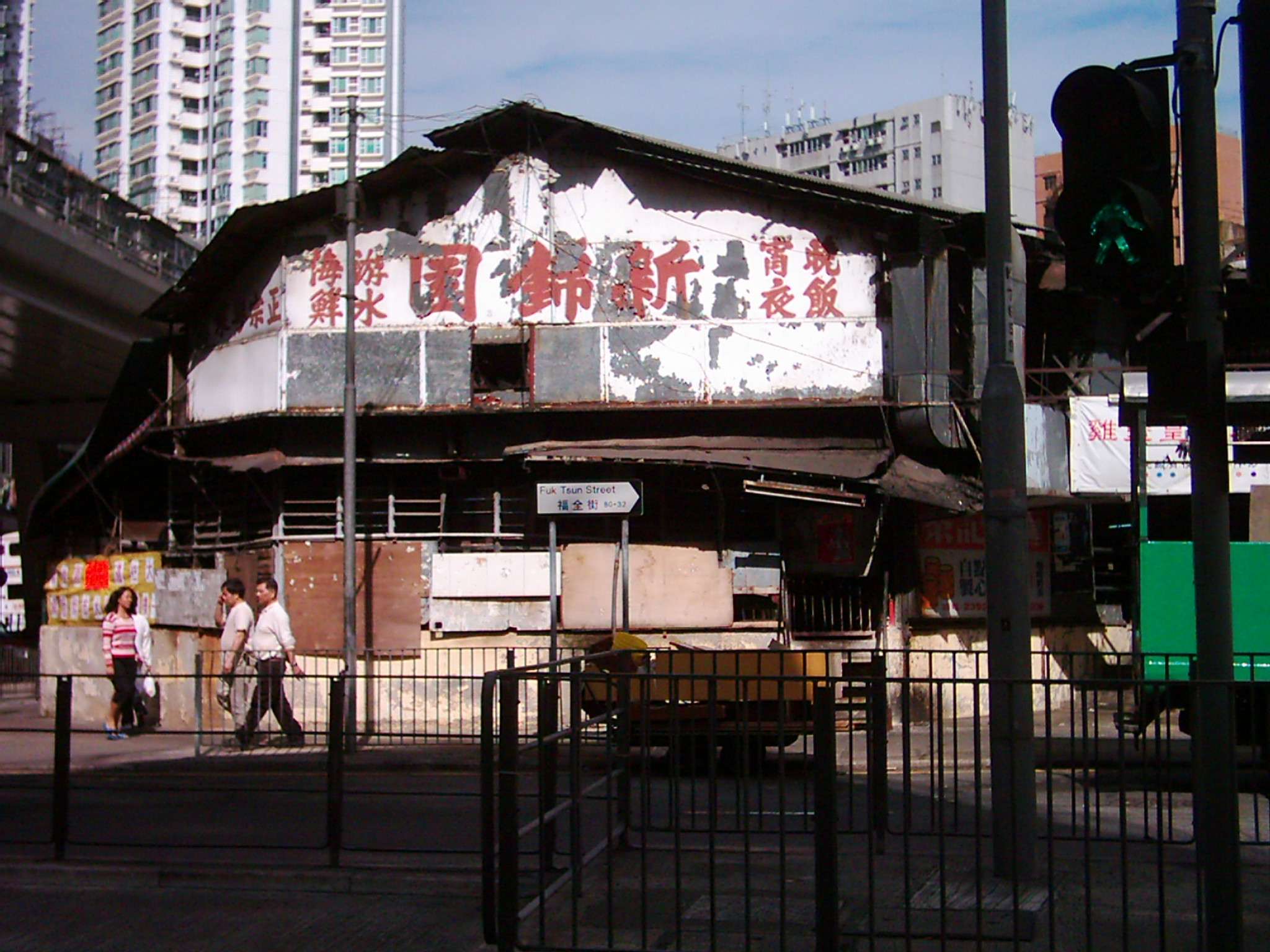
大角咀臨時熟食小販市場（九龍大角咀道、洋松街與福全街交界，建於1978年）
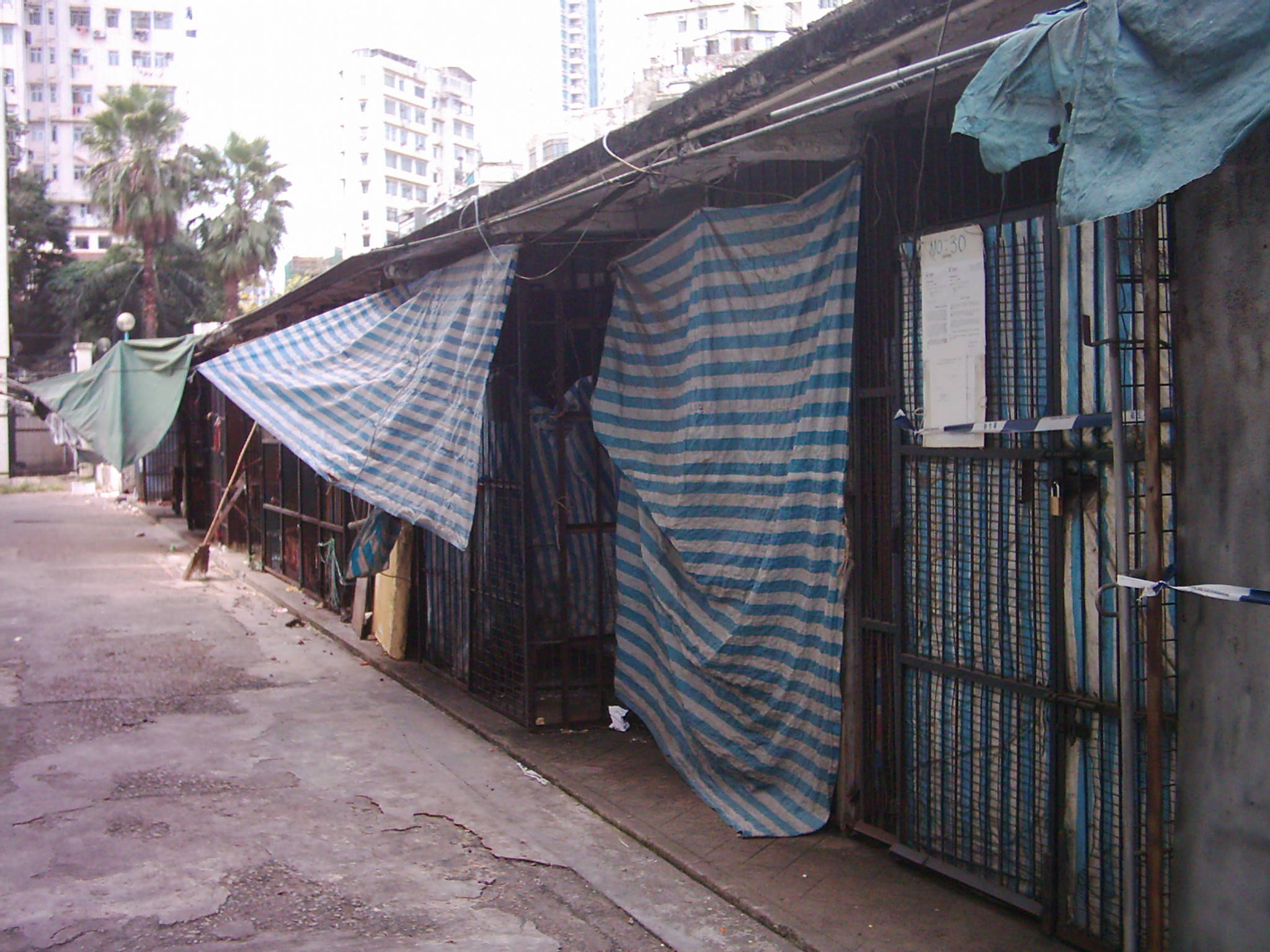
界限街街市（九龍界限街2V-2W號，建於1946年）
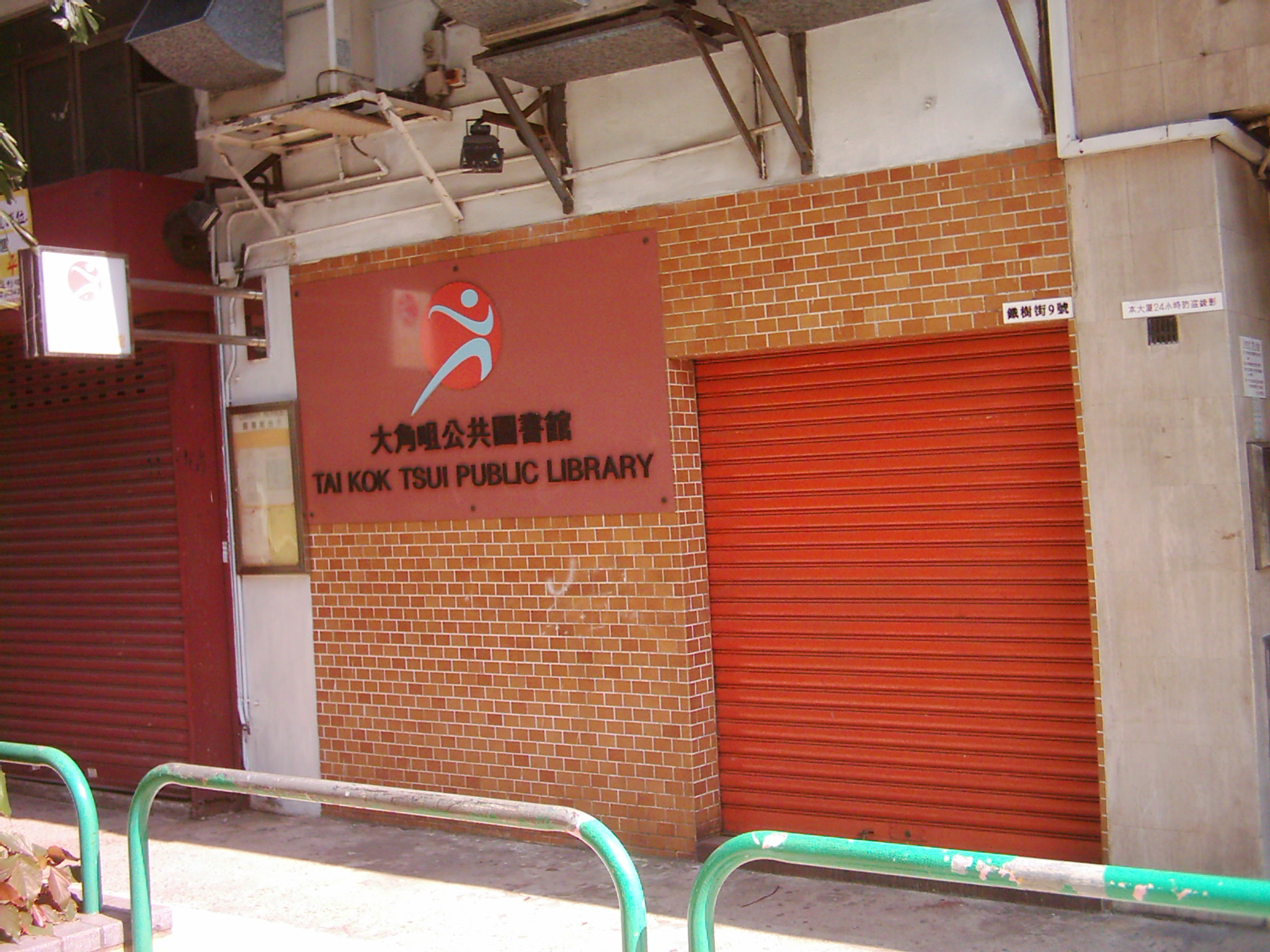
舊大角咀公共圖書館（九龍大角咀鐵樹街9號地下，於1987年啟用）

## 外部連結
- 康樂及文化事務署－大角咀游泳池 （页面存档备份，存于）
- 大角咀市政大廈，福全街63號地圖 （页面存档备份，存于）
- 康文署：大角咀體育館 （页面存档备份，存于）
- 食環署：大角咀街市 （页面存档备份，存于）
- 康文罾：大角咀圖書館 （页面存档备份，存于）